# Hallstahammars SK
Der Hallstahammars SK ist ein schwedischer Sportverein in Hallstahammar. Er ist vor allem für seine Fußball- und Bandymannschaften bekannt, die jeweils in der ersten Liga spielten. Zudem stellte der Verein einige Olympioniken.

## Geschichte
Der Hallstahammars SK wurde am 8. August 1906 gegründet. 1914 nahm die Mannschaft erstmals am Ligabetrieb teil, es dauerte jedoch bis 1922, ehe sich der Verein dem schwedischen Fußballverband anschloss und dort in den Spielbetrieb aufgenommen wurde. Der Verein spielte in der Mellansvenska Serien, die bei der Einführung der Allsvenskan 1924 zu einer Staffel der seinerzeit noch inoffiziellen zweiten Liga wurde. 
In der ersten Zweitligasaison wurde Hallstahammars SK Vizemeister hinter IK City. Auf demselben Platz wurde auch die folgende Spielzeit hinter Örebro SK beendet. Nach einem vierten Platz 1927 gelang 1928 erstmals der Staffelsieg. In den Aufstiegsspielen scheiterte der Klub jedoch an Westermalms IF, nachdem einem 2:2-Unentschieden auf fremdem Platz eine 1:2-Heimniederlage folgte. Damit qualifizierte sich die Mannschaft allerdings für die nun offiziell eingeführte zweite Liga, die auf zwei Staffeln reduziert wurde. Dort wurde die Mannschaft in der Staffel Norra hinter Sandvikens IF erneut nur Vizemeister. 
1931 beendete Hallstahammars SK die Spielzeit punktgleich mit IK Brage auf dem ersten Platz. Bei einem eigenen Verhältnis von 38:23 Toren und 52:34 Toren der Mannschaft aus Borlänge entschied der Torquotient zugunsten von HSK. Der Klub konnte sich jedoch nicht in der Allsvenskan etablieren und mit nur zwei Saisonsiegen konnte lediglich der letzte Tabellenplatz belegt werden. 
Als Tabellendritter wurde 1933 der direkte Wiederaufstieg verpasst. Nachdem der Klub zwei Jahre lang die Spielzeiten nur noch im Mittelfeld beenden konnte, gelang 1936 erneut der Staffelsieg. In den Aufstiegsspielen konnte die Mannschaft zwar eine 0:3-Hinspielniederlage bei Djurgårdens IF durch einen 3:0-Heimerfolg egalisieren, im Entscheidungsspiel zog die Mannschaft jedoch mit einer 1:2-Niederlage den Kürzeren. Zwei Jahre später holte man erneut den Staffelsieg und trat in den Play-offs gegen Hammarby IF an. Nach einem 2:1-Heimerfolg vor 7.400 Anhängern bedeutete ein 1:1-Unentschieden vor 15.000 Zuschauern in Stockholm die Rückkehr in die Erstklassigkeit.
In der zweiten Erstligaspielzeit in der Geschichte des HSK holte die Mannschaft 14 Punkte. Damit stieg die Mannschaft erneut direkt als Tabellenletzter wieder ab, der Abstand auf Örgryte IS und damit zum rettenden Ufer betrug fünf Punkte. 
In der zweiten Liga konnte sich Hallstahammars SK zwar wieder etablieren, kam aber nicht über Mittelfeldplätze hinaus. 1945 beendete die Mannschaft die Spielzeit sogar nur noch auf einem Abstiegsplatz, Avesta AIK und Ljusne AIK konnten mit zwei Punkten Vorsprung auf den Klub die Klasse halten. Zwar gelang in der Division 3 Västmanland der Staffelsieg, der direkte Wiederaufstieg wurde jedoch in den Aufstiegsspielen verpasst, als Enköpings SK sich in einem notwendigen Entscheidungsspiel durchsetzen konnte. In der folgenden Spielzeit belegte man punktgleich mit IF Vesta den zweiten Platz, der Verein aus Uppsala hatte jedoch das besser Torverhältnis. Als Vizemeister hatte HSK einen Punkt Vorsprung auf Västerås SK und qualifizierte sich somit für die Entscheidungsspiele um die neue dritte Liga, in der die bisherigen 17 Staffeln auf vier reduziert wurden. Hier konnte IK Heros mit zwei Siegen bezwungen und damit die Klasse erhalten werden. Die konzentrierte dritte Liga erwies sich jedoch zu stark und als Drittletzter stieg der Verein in die Viertklassigkeit ab. 
1950 gelang als Viertligameister die Rückkehr in die dritte Liga, wo mit zwei Punkten Rückstand auf Meister Ludvika FFI der direkte Durchmarsch in die zweite Liga nur knapp verpasst wurde. In der folgenden Spielzeit konnte jedoch nicht mehr an den Erfolg angeknüpft werden und der Klub verpasste als Drittletzter den Klassenerhalt. Dem sofortigen Wiederaufstieg folgte erneut der Vizemeistertitel in der dritten Liga. 1955 entwickelte sich ein enger Kampf um den Klassenerhalt, in dem inklusive HSK fünf Mannschaften die Saison mit 19 Punkten beendeten. Der Klub blieb in der Liga, da zwar Leksands IF ein besseres Torverhältnis aufwies, sich hinter HSK jedoch IFK Grängesberg und die beiden Absteiger Falu BS und Säters IF platzierten. Nachdem sich die Mannschaft auch in der folgenden Spielzeit im unteren Teil der Tabelle befunden hatte, konnte 1957 der Staffelsieg und damit die Rückkehr in die Zweitklassigkeit gefeiert werden. 
1958 gelang HSK als Viertletzter der Klassenerhalt. Ein Jahr später beendete die Mannschaft die Spielzeit mit 19 Punkten punktgleich mit Köpings IS und Avesta AIK, wies aber gegenüber den Konkurrenten das schlechtere Torverhältnis auf und verabschiedete sich aus der zweiten Liga. In den folgenden drei Jahren pendelte die Mannschaft zwischen den Ligen: Dem direkten Wiederaufstieg folgte der sofortige Abstieg, aber auch die erneute Drittligameisterschaft. Als Siebter gelang dem Klub 1963 ein sicherer Mittelfeldplatz in der zweiten Liga, die die Mannschaft als Tabellenletzter in der folgenden Spielzeit jedoch wieder verlassen musste. Als Vizemeister hinter Avesta AIK wurde der direkte Wiederaufstieg zwar verpasst, ein Jahr später gelang dieser jedoch als unangefochtener Staffelsieger. Erneut konnte sich die Mannschaft nicht in der zweiten Liga halten.
HSK konnte sich auch in der dritten Liga nicht mehr etablieren und stieg 1969 in die Viertklassigkeit ab. Nach mehreren gescheiterten Versuche, als die Mannschaft nur Zweiter wurde, gelang 1973 die Rückkehr in die dritte Liga. Dem Abstieg 1976 folgte der direkte Wiederaufstieg, jedoch konnte man sich erneut nur zwei Jahre halte. Zum 75-jährigen Vereinsjubiläum 1981 gelang die abermalige Rückkehr in die Drittklassigkeit. Nachdem sich der Klub dieses Mal in der Klasse halten können schien, misslang ausgerechnet die Spielzeit 1986, in der das schwedische Ligasystem reformiert wurde: Als Tabellenletzter wurde nicht nur der Klassenerhalt verpasst, sondern der Klub wurde in die fünftklassige Division 4 zurückgestuft. 
In der fünften Liga wurde HSK 1987 direkt Meister und stieg in die vierte Liga auf. Dort verpasste die Mannschaft als Vizemeister den direkten Durchmarsch in die Drittklassigkeit nur knapp. 1990 stieg die Mannschaft wieder in die fünfte Liga ab und verabschiedete sich damit aus dem höherklassigen Fußball.
Die Bandymannschaft machte 1940/41 überregional auf sich aufmerksam, als sie in der Division 1, der seinerzeit höchsten Spielklasse antrat.

## Persönlichkeiten
- Stig Eklund, Olympiateilnehmer 1948
- Arne Nordström, Olympiateilnehmer 1948
- Tage Östergren, Olympiateilnehmer 1948